# Abbaye de Heisterbach
L'abbaye de Heisterbach est une ancienne abbaye cistercienne en ruine à Königswinter, dans le Land de Rhénanie-du-Nord-Westphalie, en Allemagne. Elle se situe précisément entre les villages d'Oberdollendorf et de Heisterbacherrott (de), dans les Siebengebirge.

## Histoire

### La fondation
À l'initiative de Philipp von Heinsberg (de), archevêque de Cologne, l'abbaye de Himmerod envoie douze moines pour fonder une abbaye-fille dans les Siebengebirge. Le 22 mars 1189, ils s'installent d'abord dans des bâtiments ayant appartenu aux Augustins à Petersberg (de). Trois ans plus tard, ils descendent dans la vallée et fondent le monastère de Heisterbach, aussi appelé Sankt Peterstal.
En 1197, l'abbé Gervadus s'engage par contrat avec l'abbesse Elisabeth von Vilich à fournir quinze boisseaux de blé au lieu de la dîme à l'abbaye de Vilich.
En 1202, la première pierre du nouveau monastère est posée. En 1211, elle se place sous la protection de Marie. Le moine le plus connu est alors Césaire de Heisterbach.
En 1212, l'abbaye fonde une fille, l'abbaye de Marienstatt (de), dans le Westerwald.
Le 18 octobre 1237, la nouvelle église abbatiale, d'une longueur de 88 m et d'une largeur de 44 m, est consacrée. Elle est plus grande que la cathédrale de Cologne. L'abside suit l'idéal de son temps avec des absidioles comme la cathédrale (de) ou église abbatiale d'Altenberg.
En 1327, les bâtiments de l'abbaye sont achevés complètement. Les œuvres du Maître du Retable de Heisterbach, de l'École de peinture de Cologne, se trouvent aujourd'hui dans le Wallraf-Richartz Museum et l'Alte Pinakothek.

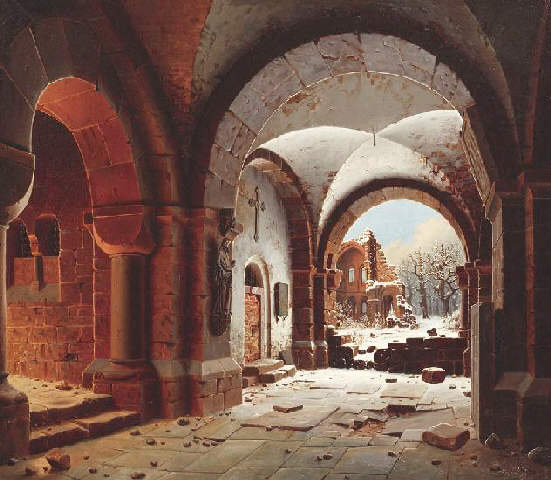
Wilhelm Steuerwaldt, Ruines de l'abbaye de Heisterbach dans la neige

### Après la sécularisation
En raison de la sécularisation en 1803, l'abbaye de Heisterbach est abolie. Le duché de Berg la met en vente le 18 octobre 1804. L'église est vendue en 1809 à un entrepreneur français pour être démolie. Les pierres servent à la construction du Grand Canal du Nord entre Venlo et Neuss puis à la forteresse d'Ehrenbreitstein. Les autres bâtiments sont rachetés par un consortium de Cologne. En 1818, le président de la province du Haut-Rhin met fin au démantèlement, il ne reste plus que les ruines du chœur. Le comte Wilhelm Ernst zur Lippe-Biesterfeld acquiert le site en 1820 et créé un jardin à l'anglaise, avec le chœur en ruine. Il ne reste plus qu'une grange et une brasserie de l'ancienne abbaye. Le lieu inspire les artistes romantiques comme le poète Wolfgang Müller von Königswinter.

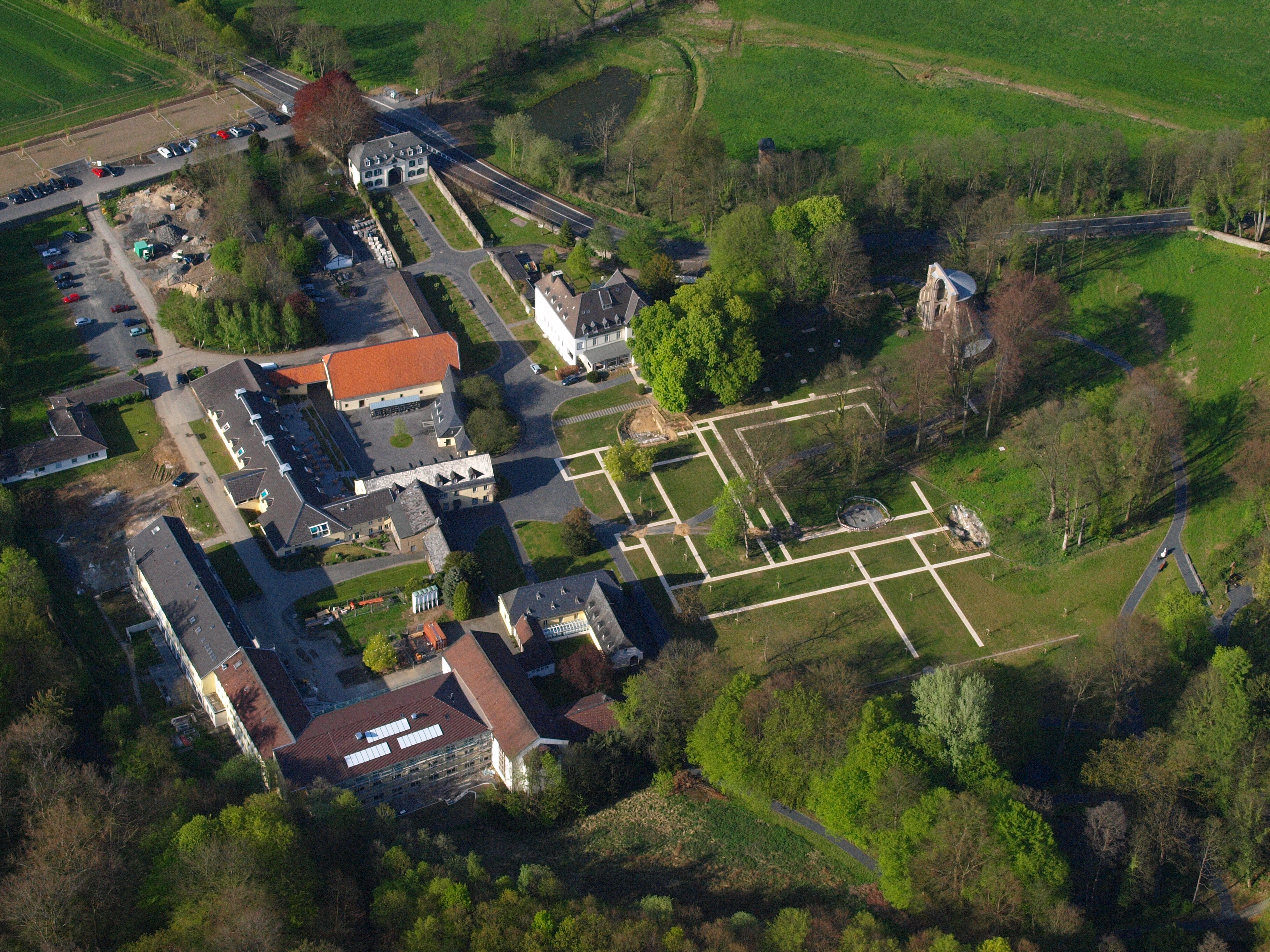
Vue aérienne des bâtiments autour de l'ancienne abbaye de Heisterbach

En 1885, l'espace de vie de Heisterbach de la commune d'Oberdollendorf a dix habitants. En 1918, les Célestines de la règle de saint Augustin rachètent le lieu au comte Lippe et font revivre une vie monastique. En 2008, les treize membres partent.
En 1993, une association loue l'ancienne maison de retraite construite sur le site et en font un centre d'information et d'aide pour les femmes enceintes et les femmes célibataires aux situations d'urgence. Ses activités démarrent en 1995.
En 1984, une fondation est créée pour la préservation et l'étude du monument. Un colloque est organisé en 1994. En 2001, les premiers travaux de recherche sont publiés. En 2010, le Land de Rhénanie-du-Nord-Westphalie soutient le projet de développement durable dans un paysage culturel à petite échelle en faisant valoir toutes les périodes du monastère.